# Universidade Jean Piaget de Cabo Verde
Die Universidade Jean Piaget de Cabo Verde (UniPiaget-CV, en.: Jean Piaget University of Cape Verde) ist eine private Universität in Kap Verde. Die Universität ist benannt nach dem Schweizer Kinderpsychologen und Philosophen Jean Piaget. Die Universität wurde am 7. Mai 2001 gegründet und hat ca. 2.000 Studenten und 380 Mitarbeiter.
Der Hauptcampus befindet sich in der Hauptstadt Praia (Palmarejo) auf der Insel Santiago. Eine kleinere Abteilung findet sich seit 2005 in Mindelo auf der Insel São Vicente. Die Jean Piaget University bietet sowohl Undergraduate- als auch Graduate-Abschlüsse, sowie Berufsfortbildungen.

## Fakultäten
- Wissenschaft und Technologie
- Gesundheitswissenschaften und Umwelt
- Politikwissenschaft
- Wirtschaftswissenschaften

### Praia Campus
- Administração Pública e Autárquica (Öffentliche und Selbstständige Verwaltung)
- Análises Clínicas e Saúde Pública (Klinische Analyse und Öffentliche Gesundheit)
- Arquitectura (Architektur)
- Biologia (Biologie)
- Ciências da Comunicação (Kommunikationswissenschaften)
- Ciências da Educação e Praxis Educativa (Pädagogik)
- Ciências Farmacêuticas (Pharmazie)
- Contabilidade, Auditoria e Finanças Empresariais (Rechnungswesen)
- Direito (Recht)
- Ecologia e Desenvolvimento (Ökologie und Entwicklung)
- Economia e Gestão (Wirtschaft und Management)
- Enfermagem (Krankenpflege)
- Engenharia da Construção Civil (Civil engineering)
- Engenharia de Sistemas e Informática (Informatik-Ingenieurwesen)
- Engenharia Electrotécnica e de Manutenção Industrial (Elektrotechnik und Industrimanagement)
- Fisioterapia (Physiotherapie)
- Gestão de Hotelaria e Turismo (Tourismus)
- Informática de Gestão (Management-Informatik)
- Psicologia (Psychologie)
- Tradução e Interculturalidades (Übersetzung und Interkulturalität)
- Serviço Social (Soziale Dienstleistungen)
- Sociologia (Soziologie)

### Mindelo Campus
- Architektur
- Pädagogik
- Management Information
- Verwaltung
- Sozialdienstleistungen
- Informatik-Ingenieurwesen

### Kurse zur Professionalisierung (Cursos de Estudos Superiores Profissionalizantes)
- Desenvolvimento de Aplicações Web e Móvel (Entwicklung von Internet- und Anwendungssoftware)
- Massoterapia (Massage)
- Saúde Comunitária e Controlo de Endemias (öffentliche Gesundheit und Krankheitsvorsorge)

## Persönlichkeiten

### Rektoren
- Marco Ribeiras Limas (2012)
- Osvaldo Borges (2013, 2014)
- Jorge Sousa Brito (2014–2017)
- Wlodzimierz Szymaniak (seit 2017)

### Alumni
- José Ulisses Correia e Silva, der Premierminister, war Dozent an der Schule.
- Janira Hopffer Almada Politikerin (2014–2016).